# Paschal Okoli
Paschal Onyedika Okoli (* 17. Oktober 1997) ist ein nigerianischer Fußballspieler auf der Position eines Mittelfeldspielers. Im Jahre 2017 debütierte er für die Profimannschaft von Bursaspor in der Süper Lig.

## Karriere
Paschal Okoli begann seine Karriere als Fußballspieler in seinem Heimatland Nigeria. In diesem spielte er zuletzt unter anderem an der Collins Edward Academy mit dem dazugehörigen Collins Edward Sports Club in Lagos, der größten Stadt des Landes. Nachdem ihn Verantwortliche vom türkischen Erstligisten Bursaspor auf dem sandigen Platz des Lagos National Stadium spielen gesehen hatten, luden sie den damals 19-jährigen Nigerianer zum Probetraining ein. Nachdem er hierbei überzeugen konnte, wurde er am 10. Februar 2017 mit einem Profivertrag bedacht. Den Rest der Saison 2016/17 gehörte er daraufhin dem vereinseigenen Nachwuchs an und absolvierte eine Reihe von Spielen für die U-21-Mannschaft des türkischen Klubs.
Unter Trainer Paul Le Guen schaffte er bereits zu Beginn der Spielzeit 2017/18 den Sprung in den Profikader und saß in den ersten fünf Ligapartien noch uneingesetzt auf der Ersatzbank. In der sechsten Meisterschaftsrunde setzte Le Guen den eigentlichen defensiven Mittelfeldspieler bei der 1:2-Heimniederlage gegen Galatasaray Istanbul ab der 62. Spielminute für den verletzten Barış Yardımcı als Rechtsverteidiger ein. Nachdem er in der darauffolgenden Runde abermals uneingesetzt auf der Ersatzbank Platz nehmen musste, stand der Nigerianer in weiterer Folge nicht mehr länger im Profikader und kam wieder vermehrt in der zweiten Mannschaft von Bursaspor, dem U-21-Team, zum Einsatz. Sein Pflichtspieldebüt gab er bereits wenige Tage vor seinem Profiligadebüt, als er im türkischer Fußballpokal 2017/18 in der dritten Runde gegen Tarsus İdman Yurdu zu einem etwa 30 Minuten langen Einsatz kam; in den nächsten zwei Pokalpartien saß er wieder ohne Einsatz auf der Bank. In den drei weiteren Pokalspielen, an denen sein Team daraufhin noch teilnahm, ehe es ausschied, gehörte Okoli nicht mehr dem Profikader, dem unter anderem auch seine beiden Landsmänner Mikel Agu und William Troost-Ekong oder ab Januar 2018 auch Abdullahi Shehu angehörten, an.
Im Februar 2018 wurde bekannt, dass Paschal Okoli zusammen mit seinem Teamkollegen Yusuf Abdullah Muhammed bei einem Fußballverein aus Bosnien und Herzegowina – der sich später als NK Čelik Zenica herausstellte – zum Probetraining eingeladen wurde. Etwas mehr als eine Woche später wurde die leihweise Verpflichtung Okolis bis 30. Juni 2018 bekanntgegeben. Nachdem er in den ersten Wochen nach seiner Verpflichtung noch nicht spielberechtigt war, debütierte er am 11. März 2018 bei einem 0:0-Auswärtsremis gegen den FK Borac Banja Luka, als er von Edin Prljača über die vollen 90 Minuten im defensiven Mittelfeld eingesetzt wurde. In den nachfolgenden Ligapartien avancierte der Nigerianer zum Stammspieler und absolvierte die nächsten sechs Meisterschaftsspiele auf seiner angestammten Position im defensiven Mittelfeld sowie als Rechtsverteidiger. Am 9. April 2018 gelang ihm beim 4:0-Auswärtssieg über den NK Vitez sein erster Treffer in einer Profiliga, als er in der 53. Spielminute nach einer Flanke des Routiniers Stevo Nikolić per Kopf zur 3:0-Führung traf. Nachdem er bei seinem siebenten Einsatz in der Premijer Liga, der höchsten bosnisch-herzegowinischen Fußballliga, bereits in der 18. Minute angeschlagen vom Platz musste, kam er in weiterer Folge bis zum Saisonende nicht mehr zum Einsatz. Seine Mannschaft stieg als Elftplatzierter der ersten Liga in die zweitklassige Prva Liga FBiH ab.